# Neosilurus pseudospinosus
Neosilurus pseudospinosus es una especie de peces de la familia Plotosidae en el orden de los Siluriformes.

## Morfología
• Los machos pueden llegar alcanzar los 35 cm de longitud total.

## Distribución geográfica
Se encuentra en la región de Kimberley en Australia Occidental.